# Chlorocichla simplex
Bulbul-modesto ou tuta-discreta (Chlorocichla simplex) é uma espécie de ave da família Pycnonotidae.
Pode ser encontrada nos seguintes países: Angola, Benin, Camarões, República Centro-Africana, República do Congo, República Democrática do Congo, Costa do Marfim, Guiné Equatorial, Gabão, Gana, Guiné, Guiné-Bissau, Libéria, Nigéria, Serra Leoa, Togo e Uganda.
Os seus habitats naturais são: florestas secas tropicais ou subtropicais , florestas subtropicais ou tropicais húmidas de baixa altitude e matagal húmido tropical ou subtropical.